# Анчико, Юлиан
Хосе́ Юлиа́н Анчи́ко Пати́ньо (исп. José Yulián Anchico Patiño; род. 28 мая 1984 года, Кукута, Колумбия) — колумбийский футболист, полузащитник клуба «Индепендьенте Медельин» и сборной Колумбии.

## Клубная карьера
Анчико начал профессиональную карьеру в клубе «Депортес Толима». В 2003 году он дебютировал за команду в Кубке Мустанга. В своём дебютном сезоне Юлиан помог «Толиме» впервые в своей истории выиграть чемпионат. В 2008 году он перешёл в «Санта-Фе», где сразу же завоевал место в основном составе. 20 июля в матче против «Атлетико Насьональ» Анчико забил свой первый гол за новую команду. В 2009 году он помог «Санта-Фе» завоевать Кубок Колумбии. В начале 2011 года Юлиан на правах аренды перешёл в мексиканскую «Пачуку». 9 января в матче против столичной «Америки» он дебютировал в мексиканской Примере. В этом же поединке Юлиан забил свой первый гол за «Пачуку».
После окончания аренды Анчико вернулся в «Санта-Фе» и помог команде дважды выиграть чемпионат и завоевать Южноамериканский кубок. Юлиан является одним из рекордсменов клуба по количеству сыгранных матчей.

## Международная карьера
31 мая 2005 года в товарищеском матче против сборной Англии Анчико дебютировал за сборную Колумбии, заменив во втором тайме Джона Виафару. В том же году в он принял участие в розыгрыше Золотого кубка КОНКАКАФ. На турнире Юлиан сыграл в матчах против сборных Тринидада и Тобаго, Мексики и дважды Панамы.
9 мая 2007 года в поединке против сборной Панамы Анчико забил свой первый гол за национальную команду. В 2011 года Юлиан принял участие в Кубке Америки в Аргентине. На турнире он был запасным и на поле не вышел.

## Достижения
Командные
 «Депортес Толима»
- Чемпионат Колумбии по футболу — Финалисасьон 2003

 «Санта-Фе»
- Чемпионат Колумбии по футболу — Апертура 2012
- Чемпионат Колумбии по футболу — Финалисасьон 2014
- Обладатель Кубок Колумбии по футболу — 2009
- Обладатель Южноамериканского кубка — 2015